# ガイドポイント

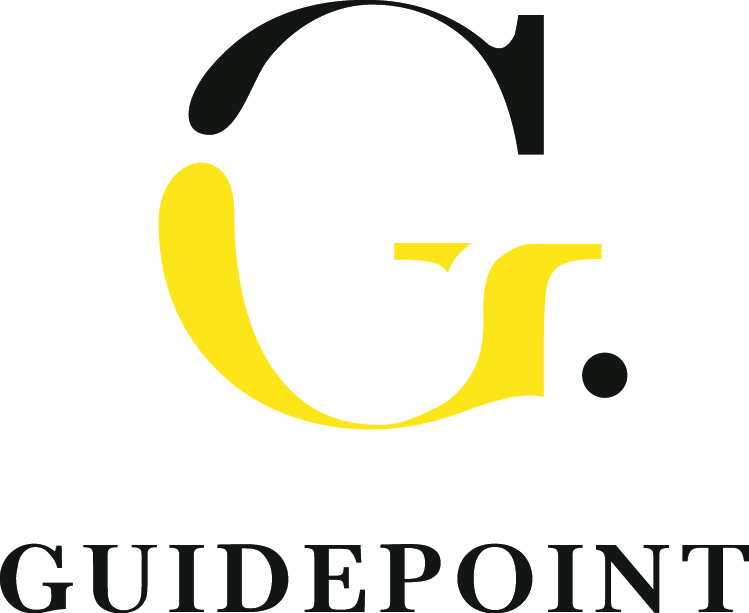

ガイドポイントは、顧客が投資やビジネス上の意思決定を行う前に、業界に精通した専門家によるコンサルティングサービスを提供する、グローバルで2番目に大きな専門家ネットワークである。 ガイドポイントの顧客は電話コンサルテーション、対面コンサルテーション、遠隔会議、またはイベント、カンファレンスで専門家に相談したり、アンケート調査、Webベースのデータ提供を通じて主要な調査データを収集することができる。
同社のネットワークには110種類の異なる業種から成る「Guidepoint Advisors」と呼ばれる、35万人以上の専門家が在籍している。
ガイドポイントはニューヨークに本拠を置き、ボストン、サンフランシスコ、ロンドン、デュッセルドルフ、シンガポール、香港、上海、ソウルにもオフィスを構えている。

## 沿革
アルバート・セバグはGuidepointの創設者兼CEOであり、エキスパートネットワーク業界を牽引するパイオニアである。Guidepointを創設する以前、アルバートは米国ノースイースタン大学で有機化学の博士号を取得し、MITで科学関連の研究を行った後に、ボストン・カレッジのロースクールでJ.D.（法務博士）課程を履修し学位を取得している。卒業後はKenyon & Kenyon法律事務所（ニューヨーク）で特許訴訟専門弁護士としてキャリアを開始し、バイオテクノロジーと知的財産訴訟関連でジェネリック製薬会社に助言を提供していた。その後、テクノロジーと情報分野にビジネスチャンスを見出したアルバートは弁護士の職を離れ、がん患者に臨床試験のデータベースを提供するClinical Advisors社を設立。このClinical Advisorsは、現在のGuidepointが提供するコンサルティング サービスの基盤となる。Clinical Advisorsは、医療分野以外にもネットワークを拡大し、他の業界やセクターに進出する・ 2007年には、拡大されたビジネスモデルを反映するため、社名をGuidepoint Globalに変更した。
2009年には、当時アジアでテクノロジー・通信サービスなどの業界で強力なエキスパートネットワークを持っていたThe McGraw-Hill Companiesの子会社であるStandard＆Poor'sからVista Researchを買収。
その後、『Guidepoint -  専門を見つける専門家』としてブランド化を行って間もなく、ドイツのエキスパートネットワーク企業であったInnosquaredを買収。ヘッジファンドの専門紙「FINalternatives」によれば、Guidepointは「大規模なリサーチチームを持つ、ドイツでは唯一のグローバルなエキスパートネットワーク企業であり、EMEA地域（ヨーロッパ、中東及びアフリカ地域）にも拠点を持つ2社のうちの1社である。」と述べている。

## ビジネスモデル
ガイドポイントの顧客は、現場のエキスパートでないと知りえないような知識を集めるためにガイドポイントのサービスを利用している。具体的には、クライアントの調査対象である分野に特化したエキスパートを見つけ出しクライアントに紹介する、マッチメーキングサービスを提供する。エキスパートの分類は主に次の６つに分けられる；ヘルスケア；金融、ビジネスサービス；消費財、消費者サービス；エネルギー、 工業、 素材産業;テック、メディア、通信；法、規制。サービスはサブスクリプション方式で、1時間単位の電話インタビュー、対面インタビュー・イベント、電話会議、調査レポートなどのサービスがある。ヘルスケア部門におけるマーケットシェアのデータを月々提供する、ガイドポイント・トラッカーと呼ばれるサービスもある。 エキスパートは事前に審査を受け、コンプライアンスの規定を順守することが義務付けられている。

## エキスパートネットワークの市場
エキスパートネットワークは、定性調査やプライマリーリサーチにおいては、広く活用されているリソースである。IR Magazineは2009年に、現在４５のエキスパートネットワークが存在し、年間4－4.5億ドルほどの売り上げを生み出しているとの報告を発表している。Integrity Researchによると、ガイドポイントは業界第2位のエキスパーネットワークであり、30万人を超えるエキスパートが在籍している。

## コンプライアンス
ガイドポイントの利用規約は、ガイドポイントを通じて行われるすべてのコンサルテーションを管理する規約となっている。
その規約には、公開買い付けや株式公開に関わる会社の現在及び過去の従業員、競合調査、政府機関の就業者、米国の政府機関であるアメリカ食品医薬品局のコミッティーメンバー、また臨床試験の参加者がコンサルテーションに参加をすることに対して制限を設けている。加えて、ガイドポイントは新たに加入するすべてのアドバイザーのバックグラウンドチェック、経歴確認を行っている。
2011年、ガイドポイントは米国の証券取引委員会の元シニアカウンシルであるキャスリーン・スミスを採用し、ガイドポイントのリーガル・コンプライアンスチームをリードする責任者とした。彼女は7年間の米国証券取引員会の監視課での経験で、連邦証券法に違反する可能性のある調査や訴訟を担当していた。またスミスは、米国証券取引員会の監視課の市場での不正行為担当ユニットの初代メンバーのひとりで、米国証券取引員会の監視課のダイレクターアワードも受賞している。また彼女は企業コンプライアンス協会のフェローも務めている。
またスミスは、企業コンプライアンス協会、Boston Security Analysts Society、プライベートエクイティのインターナショナルプライベートエクイティファンドコンプライアンスフォーラム、プライベートインベストメントフォーラム、ヘッジファンド法レポートなどでエキスパートネットワークとコンプライアンスについて講演や執筆を行っている。